# Rajd Orlen 2007
Rajd Orlen 2007 – 1. edycja Rajdu Orlenu. Był to rajd samochodowy rozgrywany od 21 do 23 września 2007 roku. Była to ósma runda Rajdowych Samochodowych Mistrzostw Polski w roku 2007. Rajd składał się z dwunastu odcinków specjalnych.

## Wyniki końcowe rajdu[1]
| Miejsce | Kierowca              | Pilot              | Samochód                 | Czas      | Strata  | Grupa Klasa |
| ------- | --------------------- | ------------------ | ------------------------ | --------- | ------- | ----------- |
| 1       | Bryan Bouffier        | Xavier Panseri     | Peugeot 207 S2000        | 1:33:53.6 | -       | S2000       |
| 2       | Krzysztof Hołowczyc   | Łukasz Kurzeja     | Subaru Impreza STi N12B  | 1:34:49.2 | +55.6   | N4          |
| 3       | Michał Bębenek        | Grzegorz Bębenek   | Mitsubishi Lancer Evo IX | 1:35:03.3 | +1:09.7 | N4          |
| 4       | Zbigniew Staniszewski | Bartłomiej Boba    | Mitsubishi Lancer Evo IX | 1:35:03.7 | +1:10.1 | N4          |
| 5       | Tomasz Kuchar         | Jakub Gerber       | Subaru Impreza STi N12   | 1:35:15.6 | +1:22.0 | N4          |
| 6       | Michał Sołowow        | Maciej Baran       | Mitsubishi Lancer Evo IX | 1:35:20.2 | +1:26.6 | N4          |
| 7       | Zbigniew Gabryś       | Artur Natkaniec    | Mitsubishi Lancer Evo IX | 1:35:50.8 | +1:57.2 | N4          |
| 8       | Leszek Kuzaj          | Jarosław Baran     | Subaru Impreza STi N12B  | 1:36:07.6 | +2:14.0 | N4          |
| 9       | Paweł Dytko           | Tomasz Dytko       | Mitsubishi Lancer Evo IX | 1:36:49.7 | +2:56.1 | N4          |
| 10      | Maciej Oleksowicz     | Andrzej Obrębowski | Subaru Impreza STi N12   | 1:37:43.3 | +3:49.7 | N4          |